# La gran transformación
La gran transformación, título original en inglés The Great Transformation, es un libro de Karl Polanyi, científico social y economista político húngaro. Se publicó en 1944 y trata de las convulsiones sociales y políticas que se produjeron en Inglaterra durante la implantación y desarrollo de la economía de mercado y de la gran transformación social que se produjo en el mundo occidental.
Casi un siglo después, la obra sigue siendo influyente. Por ejemplo, el libro La gran regresión de Heinrich Geiselberger, rinde homenaje a la obra de Polanyi en su título.

## Estructura de la obra

### Primera parte: El sistema internacional
- La paz de los cien años
- Los años veinte conservadores, los treinta revolucionarios

### Segunda parte: Ascenso y declinación de la economía de mercado
El molino satánico
- Habitación contra mejoramiento
- Las sociedades y los sistemas económicos
- La evolución del patrón de mercado
- El mercado autorregulado y las mercancías ficticias: mano de obra, tierra y dinero
- Speenhamland, 1795
- Antecedentes y consecuencias
- El pauperismo y la utopía
- La economía política y el descubrimiento de la sociedad

La autoprotección de la sociedad
- El hombre, la naturaleza y la organización productiva
- El nacimiento del credo liberal
- El nacimiento del credo liberal (continuación): el interés clasista y el cambio social
- El hombre y el mercado
- El mercado y la naturaleza
- El mercado y la organización productiva
- El debilitamiento de la autorregulación
- Las tensiones destructivas

### Tercera parte: La transformación en progreso
- El gobierno popular y la economía de mercado
- La historia en el momento del cambio social
- La libertad en una sociedad compleja

## Análisis de la obra
Desde una perspectiva no estrictamente marxista, Polanyi insiste en que lo crucial en la transformación capitalista de economía, sociedad y naturaleza fue la conversión en mercancía de todos los factores de producción (tierra, o naturaleza y trabajo, o seres humanos) en beneficio del capital. La institución de un mercado libre que los teóricos liberales (por ejemplo, Adam Smith en la Teoría de los sentimientos morales) ven como un hecho natural, es denunciado por Polanyi como derivado de una concepción antropológica muy concreta de la condición humana: su reducción a un individuo al que la mano invisible del mercado guía, mediante la búsqueda egoísta de su propio placer (hedonismo), hasta encontrar sin desearlo el bien común para todos (por ejemplo, la mayor felicidad para el mayor número en el utilitarismo de Jeremy Bentham). Polanyi se centra en la evidencia de las resistencias que la sociedad tradicional y sus instituciones seculares opusieron durante largo tiempo a la constitución de esa verdadera novedad que era el mercado natural, y que en el caso inglés (desde comienzos del siglo XVIII hasta mediados del siglo XIX) fueron la prohibición o autorización de un complejo paquete de medidas e instituciones: los cercamientos (enclosures), las leyes de pobres (poor laws) las leyes de granos (corn laws), los gremios y sindicatos, etc. En España y otros países pueden verse contemporáneamente tensiones semejantes como consecuencia de la desamortización de las tierras de la Iglesia o los bienes comunales (en Inglaterra y otros países se había producido ya en el siglo XVI como consecuencia de la Reforma protestante).
Para Polanyi, la gran crisis del siglo XX es el resultado de un proceso socioeconómico característico de la sociedad capitalista: la mercantilización de los fundamentos comunes a cualquier sistema económico, es decir, el trabajo, la tierra y el dinero. Según Polanyi, la sociedad moderna sometió por primera vez en la historia las bases materiales de la subsistencia humana al juego de la oferta y la demanda. Esto habría propiciado simultáneamente grandes inestabilidades económicas y políticas y una inmensa fragilización de las relaciones sociales. Una consecuencia secundaria es la aparición de lo que Polanyi denomina “contramovimientos”: proyectos –radicales o no– de reconstrucción de las antiguas relaciones sociales, como el fascismo, el comunismo o los modelos económicos intervencionistas de mediados del siglo XX. 
La gran transformación se inicia con el análisis de las reacciones sociales que se dieron a finales del siglo XVIII en Inglaterra a la mercantilización de la tierra y la fuerza de trabajo. Distintos movimientos conservadores intentaron dar respuesta institucional a la crisis que produjo la mercantilización a través de subsidios y medidas disciplinarias, filantrópicas y penales, como las leyes de Speenhamland. Polanyi toma la derrota de estos movimientos reactivos como símbolo de la aceptación definitiva de que el comercio y la mercantilización es la tarea fundamental del Estado y la condición para una paz internacional duradera. El resultado profundo del triunfo de las corrientes librecambistas habría sido el creciente sometimiento de las instituciones económicas a las incertidumbres mercantiles y la desestructuración política y social. Un proceso que culminaría con la caída del patrón oro en 1913, justo antes de la Primera Guerra Mundial.

### Las sociedades y los sistemas económicos
Polanyi utiliza diversas fuentes para analizar la organización económica de las sociedades precapitalistas, encontrando diferentes estructuras de funcionamiento, con intereses radicalmente diferentes. En todos los casos el subsistema económico era parte del sistema social y ‘lo social’ se encontraba gestionado por móviles no económicos donde el objetivo no era la posesión de bienes materiales, sino la posición y los derechos sociales.
Esta organización se basa en 3 principios Reciprocidad, Redistribución y Administración Doméstica, basados en sus correspondientes formas institucionales: Simetría, Centralidad y Autarquía.  La “reciprocidad” supone movimientos entre puntos correlativos de agrupaciones simétricas, regulando la obligatoriedad social de devolución de los favores o bienes recibidos; la “redistribución”, que consiste en movimientos de apropiación en dirección hacia un centro primero y, posteriormente, desde este centro hacia fuera otra vez; y la Administración Doméstica que rige la producción para el autoconsumo.
Estas tres instituciones que regulaban la vida social y económica en la antigüedad, siguen vigentes en el capitalismo actual solo que dominadas por el "sistema mercantil" y el "individualismo". Su ámbito principal de funcionamiento se da en el interior de las unidades domésticas donde  “reciprocidad”, “redistribución”, y la autarquía continúan organizando la vida económica y garantizando la reproducción humana.

### Sociedad de mercado
Polanyi afirma en su obra que la economía de mercado y el estado-nación se deben entender no como elementos o instituciones separadas, sino como una creación humana de carácter conjunto que él denomina sociedad de mercado.
Según Polanyi desde finales del siglo XV se produce en Occidente un desarrollo en las relaciones del mercado —que sustituye otras relaciones de carácter económico tradicional como el intercambio, la servidumbre o el trabajo comunal— que llega a su plenitud en el siglo XIX consolidándose una nueva sociedad con una economía de mercado y un Estado que se denomina liberal. Su aparición se produce en Gran Bretaña.
La base de esta gran transformación es la sustitución del sistema tradicional de trabajo, donde el mercado era accesorio a la vida económica, por un mercado del trabajo. 
La destrucción de las reglas que hasta entonces funcionaban: la costumbre, la tradición corporativa, las relaciones gremiales jerarquizadas así como la regulación estable y tradicional de las condiciones de trabajo desaparecen. Polanyi recuerda que hacia el año 1795, los jueces de un pueblo de Gran Bretaña, Speenhamland, llegaron a acordar cantidades complementarias a los salarios más bajos e incluso una retribución o pago para los indigentes con el objeto de preservar una dignidad mínima de todos los conciudadanos. Aunque esas decisiones tenían un elemento caritativo chocan en su esencia con la idea que la sociedad de mercado tiene del trabajo, sujeto a oferta y demanda sin intervención que proteja a los individuos que pueden sufrir las desventajas de un mercado ciego. Finalmente la fuerza de los defensores del mercado libre (que según sus defensores se autorregula para beneficio de la sociedad sin necesidad de intervención ni corrección estatal) hará desaparecer las leyes que protegían a los pobres en el año 1834.
El trabajo de Polanyi estuvo en gran parte basado en el análisis de las leyes de los jueces de Speenhamland —que como se ha indicado pretendían paliar los efectos de la mercantilización con subsidios y otras medidas y que es preciso señalar que fueron promovidas por sectores conservadores—. Polanyi veía no sólo esas leyes como una tentativa de preservar el sistema tradicional de producción y de orden social, sino también como una autodefensa de parte de la sociedad que ralentizó la llegada del período más violento de cambio económico. 
Cuando el dogma del mercado autorregulado finalmente se impone en Gran Bretaña necesitará para su expansión de nuevos apoyos para poder convertirse en capitalismo internacional. Para lograr la regulación del mercado y la disciplina monetaria necesaria se fija el patrón oro (1844) como respaldo de la emisión de moneda, lo que permite la denominada estabilización o autorregulación pero provoca una reducción de los salarios como efecto de la deflación durante el siglo XIX. La reducción del beneficio de los trabajadores es la que permite un aumento en el beneficio de los inversores capitalistas que necesitan unos estados dispuestos a consentir leyes de mercado favorables a las élites financieras que, satisfechas con la acumulación de capital, pueden llegar a orientar y controlar los gobiernos estatales. Para no caer en una situación insostenible para los trabajadores con unos salarios ínfimos se propugna la expansión del libre comercio (en 1846 se lleva a cabo la abolición de las leyes proteccionistas sobre los cereales, o Corn Laws, que abre el mercado a la producción exterior) lo que permitirá bajar los precios y mantener una ilusión de poder adquisitivo de los trabajadores con la importación de materias primas, alimentos y productos extranjeros con costes muy bajos.

### Unidad de 'economía de mercado' y 'estado-nación'
Polanyi sostiene que el desarrollo del estado moderno fue unido al desarrollo de las economías de mercado y que estos dos cambios han estado inexorablemente enlazados a lo largo de la historia reciente. El estado moderno, para alcanzar influencia y poder, necesitó realizar cambios en la estructura social para instaurar una economía capitalista competitiva, y una economía capitalista requiere un estado fuerte para controlar sus efectos más ásperos. Para Polanyi, estos cambios implicaron la destrucción del orden social básico que había existido a lo largo de toda la historia moderna, razón por la que Polanyi resaltó la idea de gran transformación. 
En el libro también expone su profunda convicción en la insostenibilidad de la sociedad del mercado porque la considera como fatal y destructiva para el ser humano y el medio natural en que habita.

### Crítica a la economía capitalista ortodoxa
Polanyi da un giro a la argumentación ortodoxa de la economía liberal en relación con el triunfo del capitalismo sosteniendo que el liberalismo fue planeado (laissez-faire was planned), mientras que el proteccionismo social era una necesaria reacción espontánea a la dislocación social impuesta por un mercado libre. La construcción de un mercado autorregulado implica la separación de la sociedad en nuevas clases sociales económicas y políticas. El mercado, una vez que considera la tierra, el trabajo y el dinero como mercancías ficticias (fictitious commodities) —ficticias porque cada una posee características y cualidades que no se expresan en la racionalidad formal del mercado— subordina la esencia de la sociedad misma a las leyes del mercado
La gran transformación, la mercantilización absoluta de la propia sociedad, da lugar a la dislocación social masiva, y a movimientos espontáneos de la sociedad para intentar protegerse. En efecto, Polanyi sostiene que cuando el libre mercado intenta destruir y deshacer el entramado de la sociedad, el proteccionismo social es la respuesta natural de esa sociedad. Polanyi no veía la economía como una materia independiente ni cerrada a otros campos de la investigación; de hecho advirtió que los problemas económicos y sociales estaban profundamente unidos.

### La libertad en una sociedad compleja
Polanyi finaliza el libro indicando los tres hechos que constituyen la conciencia del hombre occidental: 1) el conocimiento de la muerte, 2) el conocimiento de la libertad y 3) el conocimiento de la sociedad. El primero es fruto de la tradición judía del Antiguo Testamento, el segundo se originó en la individualidad de la persona creada por el cristianismo en el Nuevo Testamento y el tercero surge por la nueva conciencia generada al vivir en una sociedad industrial compleja. Frente al fascismo, que en su reconocimiento de la sociedad (3) niega la libertad (2), el socialismo aceptaría resignado la nueva realidad social sin renunciar a la libertad que proveerá a la sociedad de la fuerza suficiente para eliminar la injustica y crear más libertad en una sociedad compleja.